# Kotone Furukawa
Kotone Furukawa est une actrice japonaise.

## Biographie
Danseuse classique depuis l'enfance, elle fréquenta des clubs théâtre du collège à l'université. C'est Umibe no Sei to Shi, un film avec Hikari Mitsushima qui lui donna envie de devenir actrice : elle candidata à l'agence qui la représentait (Humanité), qui la prit sous son aile. Pendant la pandémie de Covid-19, le film Call Me by Your Name lui redonna foi en l'humanité.

## Filmographie sélective
- 2019 : 12 Suicidal Teens de Yukihiko Tsutsumi
- 2021 : Contes du hasard et autres fantaisies de Ryūsuke Hamaguchi
- 2023 : YuYu Hakusho (幽遊白書, YūYū Hakusho) série Netflix